# Tello (Drohne)

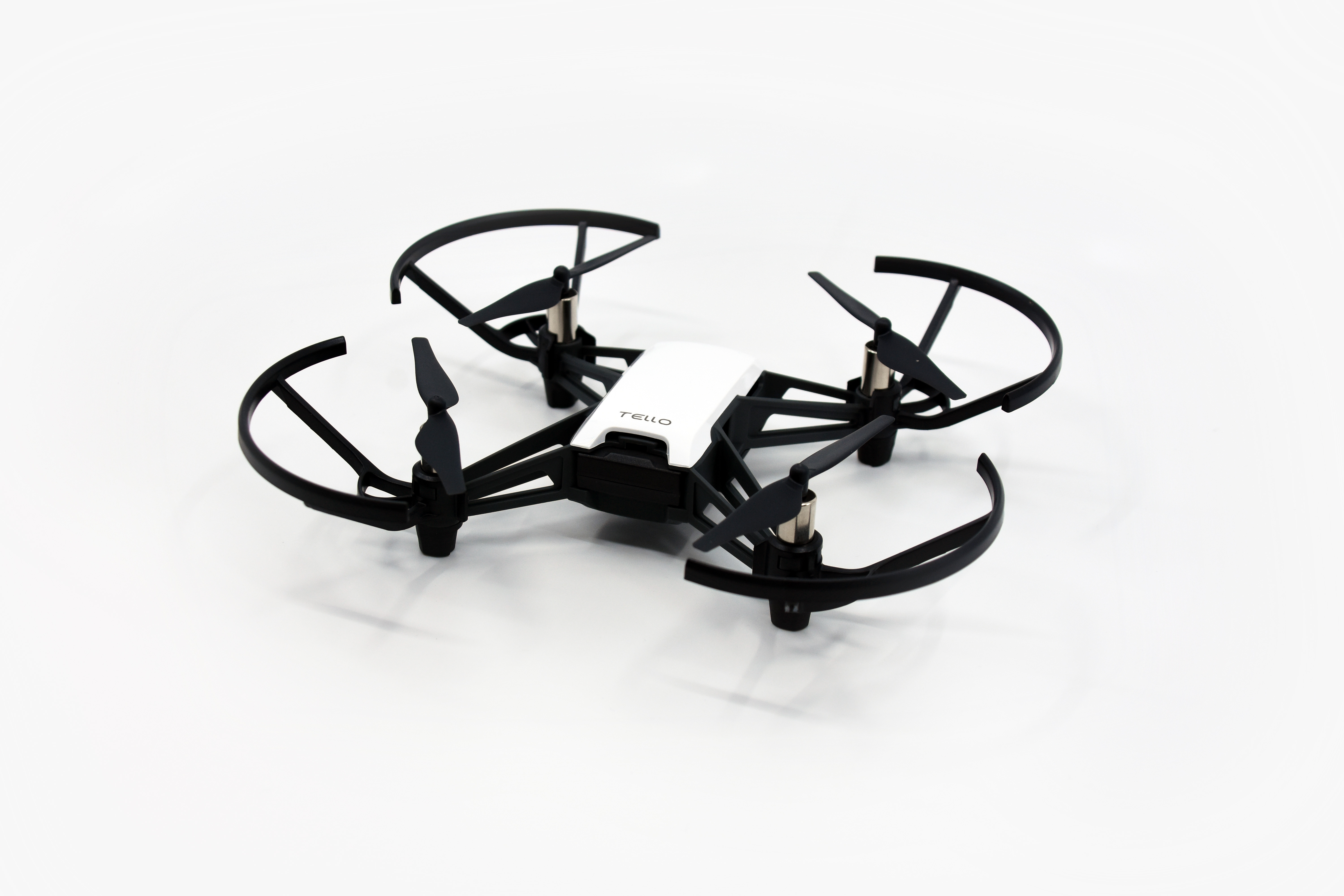
Ryze Tello (mit weißer Abdeckung)

Tello ist eine Quadrocopter Drohne des chinesischen Unternehmens Ryze Robotics, welche insbesondere für die Lehre angeboten wird. Die Drohne wurde im Frühjahr 2018 in Kooperation mit DJI vorgestellt und wird im unteren Preissegment vertrieben. Um die Produktionskosten zu senken, weist die Serie einige Besonderheiten auf. So sind die Rotor-Motoren keine bürstenlosen Elektromotoren und die Flughöhen-Kontrolle erfolgt mittels einer am Rumpf angebrachten TOF-Kamera, statt eines GPS-Empfängers. Die Grafikverarbeitung unterstützt ein Intel Movidius Myriad Prozessor, über welchen auch eine Objekterkennung der beiliegenden Marker ("mission pads") erfolgt. Die Flugdauer beträgt nur 13 Minuten bei einem Startgewicht von 81 g.
Wie andere Consumer-Drohnen nutzt die Drohne 2,4 GHz WLAN für Telemetrie, Steuerkomandos und Videostream. Mit einer offiziellen App, lassen sich die Drohnen im Raum steuern und Flugmodi aufrufen. Der Hersteller ermöglicht durch eine Scratch-Entwicklungsumgebung den Zugang in die Robotik für die Lehre der MINT-Fächer. Durch Bereitstellung eines Software Development Kits sowie weiterer freier Softwarebibliotheken wird die Drohne in Forschung und Entwicklung von Anwendungen in der Computer Vision genutzt.
Die Serie umfasst außerdem weitere Modelle, welche sich im Wesentlichen nur durch die Software unterscheiden:
- Tello EDU – mit schwarzer Abdeckung, vorgestellt 11/2018[7]
- Tello Iron Man – in roter Farbe, als Merchandising des Iron Man vorgestellt 04/2019[8]
- Tello Talent – vorgestellt in Asien 08/2020[9]

Dabei wurden die Möglichkeiten der Objekterkennung, und die einfachere Erweiterung durch Maker und Integration in Experimente vereinfacht.